# Lālpur
Lālpur är en ort i Indien.   Den ligger i distriktet Jāmnagar och delstaten Gujarat, i den västra delen av landet, 1 000 km sydväst om huvudstaden New Delhi. Lālpur ligger 79 meter över havet och antalet invånare är 15 076.
Terrängen runt Lālpur är platt, och sluttar norrut. Runt Lālpur är det ganska tätbefolkat, med 96 invånare per kvadratkilometer. Det finns inga andra samhällen i närheten. Trakten runt Lālpur består till största delen av jordbruksmark.